# Relaciones exteriores de Siria
Desde que la República de Siria obtuvo su independencia del Mandato francés, Siria ha experimentado tensiones con sus vecinos, como Turquía, Israel, Jordania, Irak y Líbano. Garantizar la seguridad nacional, aumentar la influencia entre sus vecinos árabes y asegurar el retorno de los Altos del Golán han sido los principales objetivos de la política exterior de la Siria baazista. Siria es también miembro pleno de la Liga Árabe. En el siglo XXI, antes de la Primavera Árabe y la Guerra civil siria, Siria disfrutó de una mejora en las relaciones con varios estados de su región. Debido a la guerra civil siria, el gobierno baazista sirio estuvo parcialmente aislado de los países de la región y de la comunidad internacional hasta 2022. Tras la caída del régimen de Asad a finales de 2024, el nuevo gobierno sirio se comprometió activamente con la Unión Europea y países vecinos, incluidos Turquía y el mundo árabe, para la reconstrucción tras la guerra.

## Historia

### Siria baazista
Bajo el régimen baazista, las relaciones diplomáticas se rompieron con varios países, incluidos Turquía, Canadá, Francia, Australia, Nueva Zelanda, Suecia, Dinamarca, Países Bajos, Alemania, Estados Unidos, Reino Unido, Bélgica, España, México, Catar, Georgia y Ucrania. En 2011 y 2012, Siria fue suspendida de la Organización de Cooperación Islámica, la Unión para el Mediterráneo y la Liga Árabe.
La Siria baazista mantuvo lazos estrechos con sus aliados tradicionales, Irán y Rusia. Otros países que mantuvieron buenas relaciones con el régimen de Asad incluyen China, Corea del Norte, Vietnam, Fiyi, Singapur, Sri Lanka, Laos, Birmania, Camboya, Tailandia, Filipinas, India, Pakistán, Bangladés, Malasia, Indonesia, Brunéi, Armenia, Azerbaiyán, Kazajistán, Kirguistán, Uzbekistán, Turkmenistán, Mongolia, Tayikistán, Grecia, Chipre, Macedonia del Norte, República Checa, Rumanía, Bulgaria, Hungría, Serbia, Montenegro, Ciudad del Vaticano y Bielorrusia. Siria fue un estado candidato de la Unión Económica Euroasiática (UEE).
Siria mantiene relaciones con la región autónoma del Kurdistán iraquí. Siria no ha reconocido a Israel desde la Guerra árabe-israelí de 1948. La Siria baazista tampoco mantuvo relaciones diplomáticas con Corea del Sur, pero el régimen de Asad mantuvo relaciones diplomáticas con Abjasia y Osetia del Sur (dos territorios ocupados por Rusia en Georgia).
El 26 de febrero de 2023, Bachar al-Ásad se reunió con parlamentarios iraquíes, jordanos, palestinos, libios, egipcios y emiratíes, así como con representantes de Omán y Líbano, tras más de una década de aislamiento en la región. Los estados árabes contribuyeron significativamente al esfuerzo de ayuda tras el terremoto de Turquía y Siria de 2023. Una semana antes, Al-Ásad viajó a Omán en su primera visita al extranjero desde el sismo. La normalización sirio-turca también estaba en marcha desde 2022. El 7 de mayo de 2023, tras estos acercamientos, Siria fue readmitida en la Liga Árabe. Aunque el terremoto facilitó estos acercamientos, las principales razones para la readmisión fueron los refugiados sirios en los países vecinos y el tráfico de captagón, dos problemas que requerían la participación de Siria para resolverse.

### Era post-baazista
Desde la caída del régimen de Asad en 2024, no está claro si el nuevo gobierno de transición sirio mantuvo todas las relaciones diplomáticas de la Siria baazista. Sin embargo, Turquía fue el primer país en restablecer relaciones diplomáticas con la Siria post-Asad, haciéndolo el 14 de diciembre de 2024. En diciembre de 2024, Catar también restableció relaciones diplomáticas con Siria.
En abril de 2025, Arabia Saudita aumentó su compromiso con Siria al planear saldar la deuda de Siria de 15 millones de dólares con el Banco Mundial, lo que podría permitir a Siria recibir subvenciones para los esfuerzos de reconstrucción bajo su nuevo gobierno liderado por Ahmed al-Sharaa, quien tomó el poder en diciembre de 2024. La comunidad internacional observa con cautela al gobierno de al-Sharaa, particularmente en lo que respecta a su compromiso con la protección de las minorías religiosas, aunque este movimiento de Arabia Saudita señala un nuevo nivel de compromiso diplomático y económico con el gobierno sirio tras años de relaciones tensas. Además, otros estados árabes del Golfo han anunciado planes para apoyar a Siria también.

## Relaciones diplomáticas
Lista de países con los que Siria mantiene relaciones diplomáticas:
| #   | País                                  | Fecha                    |
| --- | ------------------------------------- | ------------------------ |
| 1   | Bandera del Reino Unido               | 9 de febrero de 1942     |
| 2   | Bandera de Arabia Saudita             | 26 de junio de 1944      |
| 3   | Bandera de Rusia                      | 21 de julio de 1944      |
| 4   | Bandera de Estados Unidos             | 17 de noviembre de 1944  |
| 5   | Bandera de Egipto                     | 1944                     |
| 6   | Bandera de Polonia                    | 18 de septiembre de 1945 |
| 7   | Bandera de Chile                      | 22 de octubre de 1945    |
| 8   | Bandera de Irak                       | 8 de octubre de 1945     |
| 9   | Bandera de Brasil                     | 13 de noviembre de 1945  |
| 10  | Bandera de Argentina                  | 23 de noviembre de 1945  |
| 11  | Bandera de Turquía                    | 8 de marzo de 1946       |
| 12  | Bandera de Bélgica                    | 20 de marzo de 1946      |
| 13  | Bandera de Suiza                      | 7 de mayo de 1946        |
| 14  | Bandera de Serbia                     | 18 de mayo de 1946       |
| 15  | Bandera de Venezuela                  | 14 de junio de 1946      |
| 16  | Bandera de Francia                    | 18 de junio de 1946      |
| 17  | Bandera de Filipinas                  | 4 de septiembre de 1946  |
| 18  | Bandera de República Checa            | 20 de septiembre de 1946 |
| 19  | Bandera de Uruguay                    | 11 de octubre de 1946    |
| 20  | Bandera de Irán                       | 12 de noviembre de 1946  |
| 21  | Bandera de Grecia                     | 24 de junio de 1947      |
| 22  | Bandera de Suecia                     | 24 de junio de 1947      |
| 23  | Bandera de Italia                     | 27 de septiembre de 1947 |
| 24  | Bandera de España                     | 3 de abril de 1948       |
| 25  | Bandera de Afganistán                 | 2 de agosto de 1948      |
| 26  | Bandera de Noruega                    | 11 de agosto de 1948     |
| 27  | Bandera de Jordania                   | 1948                     |
| 28  | Bandera de Etiopía                    | 31 de julio de 1949      |
| 29  | Bandera de Pakistán                   | diciembre de 1949        |
| 30  | Bandera de Indonesia                  | 27 de febrero de 1950    |
| 31  | Bandera de la India                   | mayo de 1950             |
| 32  | Bandera de México                     | 20 de agosto de 1950     |
| 33  | Bandera de los Países Bajos           | 24 de enero de 1952      |
| 34  | Bandera de Austria                    | 7 de febrero de 1952     |
| 35  | Bandera de Alemania                   | 14 de octubre de 1952    |
| —   |                                       | 21 de febrero de 1953    |
| 36  | Bandera de Finlandia                  | 22 de mayo de 1953       |
| 37  | Bandera de Luxemburgo                 | 24 de julio de 1953      |
| 38  | Bandera de Dinamarca                  | 10 de diciembre de 1953  |
| 39  | Bandera de Japón                      | diciembre de 1953        |
| 40  | Bandera de Hungría                    | 13 de mayo de 1954       |
| 41  | Bandera de Bulgaria                   | 24 de agosto de 1954     |
| 42  | Bandera de Rumania                    | 9 de agosto de 1955      |
| 43  | Bandera de Tailandia                  | 10 de enero de 1956      |
| 44  | Bandera de Marruecos                  | 2 de junio de 1956       |
| 45  | Bandera de Túnez                      | 2 de junio de 1956       |
| 46  | Bandera de la República Popular China | 1 de agosto de 1956      |
| 47  | Bandera de Sudán                      | 28 de enero de 1957      |
| 48  | Bandera de Malasia                    | 1958                     |
| 49  | Bandera de Chipre                     | 25 de octubre de 1960    |
| 50  | Bandera de Argelia                    | 27 de agosto de 1962     |
| 51  | Bandera de Kuwait                     | 24 de octubre de 1963    |
| 52  | Bandera de Libia                      | 1963                     |
| 53  | Bandera de Benín                      | 29 de noviembre de 1964  |
| 54  | Bandera de Camerún                    | 29 de noviembre de 1964  |
| 55  | Bandera de Guinea                     | 29 de noviembre de 1964  |
| 56  | Bandera de Mali                       | 29 de noviembre de 1964  |
| 57  | Bandera de Sierra Leona               | 29 de noviembre de 1964  |
| 58  | Bandera de Somalia                    | 13 de diciembre de 1964  |
| 59  | Bandera de Costa Rica                 | 15 de diciembre de 1964  |
| 60  | Bandera de Senegal                    | 21 de enero de 1965      |
| 61  | Bandera de Canadá                     | 20 de mayo de 1965       |
| 62  | Bandera de Yemen                      | 23 de mayo de 1965       |
| 63  | Bandera de Cuba                       | 11 de agosto de 1965     |
| 64  | Bandera de Nigeria                    | 30 de septiembre de 1965 |
| 65  | Bandera de Mauritania                 | 11 de junio de 1966      |
| 66  | Bandera de Vietnam                    | 21 de julio de 1966      |
| 67  | Bandera de Corea del Norte            | 25 de julio de 1966      |
| 68  | Bandera de Niger                      | 13 de septiembre de 1966 |
| 69  | Bandera de Tanzania                   | 13 de septiembre de 1966 |
| 70  | Bandera de Mongolia                   | 31 de julio de 1967      |
| 71  | Bandera de Sri Lanka                  | 10 de mayo de 1969       |
| 72  | Bandera de Zambia                     | 15 de mayo de 1969       |
| 73  | Bandera de Albania                    | 27 de mayo de 1969       |
| 74  | Bandera de Chad                       | 16 de agosto de 1969     |
| 75  | Bandera de Nepal                      | 26 de febrero de 1970    |
| 76  | Bandera de Mauricio                   | 22 de mayo de 1970       |
| 77  | Bandera de Malta                      | 1970                     |
| 78  | Bandera de Ruanda                     | 10 de febrero de 1971    |
| 79  | Bandera de Trinidad y Tobago          | 11 de enero de 1972      |
| 80  | Bandera de Catar                      | 19 de enero de 1972      |
| 81  | Bandera de Emiratos Árabes Unidos     | 19 de enero de 1972      |
| 82  | Bandera de Burundi                    | abril de 1972            |
| 83  | Bandera de Birmania                   | 15 de junio de 1972      |
| 84  | Bandera de Uganda                     | 28 de junio de 1972      |
| 85  | Bandera de Guyana                     | 19 de junio de 1973      |
| 86  | Bandera de Bangladés                  | 14 de septiembre de 1973 |
| 87  | Bandera de Baréin                     | 23 de enero de 1975      |
| 88  | Bandera de Portugal                   | 19 de febrero de 1975    |
| 89  | Bandera de Australia                  | 12 de mayo de 1975       |
| 90  | Bandera de Gabón                      | 18 de julio de 1975      |
| 91  | Bandera de Irlanda                    | 18 de julio de 1975      |
| 92  | Bandera de Mozambique                 | 5 de agosto de 1975      |
| 93  | Bandera de Perú                       | 16 de agosto de 1975     |
| 94  | Bandera de Comoras                    | 25 de noviembre de 1975  |
| 95  | Bandera de Panamá                     | 17 de febrero de 1976    |
| 96  | Bandera de Surinam                    | 19 de mayo de 1976       |
| 97  | Bandera de República del Congo        | 10 de febrero de 1977    |
| 98  | Bandera de Yibuti                     | junio de 1977            |
| 99  | Bandera de Granada                    | 23 de enero de 1980      |
| 100 | Bandera de las Maldivas               | 1981                     |
| 101 | Bandera de Antigua y Barbuda          | 18 de abril de 1983      |
| 102 | Bandera de Omán                       | 19 de diciembre de 1987  |
| 103 | Bandera de Colombia                   | 24 de mayo de 1988       |
| —   | Bandera de Palestina                  | 22 de febrero de 1992    |
| 104 | Bandera de Armenia                    | 6 de marzo de 1992       |
| 105 | Bandera de Uzbekistán                 | 24 de marzo de 1992      |
| 106 | Bandera de Turkmenistán               | 26 de marzo de 1992      |
| 107 | Bandera de Kazajistán                 | 27 de marzo de 1992      |
| 108 | Bandera de Azerbaiyán                 | 28 de marzo de 1992      |
| 109 | Bandera de Tayikistán                 | 29 de marzo de 1992      |
| —   | (terminadas)                          | 31 de marzo de 1992      |
| 110 | Bandera de Eslovaquia                 | 1 de enero de 1993       |
| —   | (terminadas)                          | 18 de mayo de 1993       |
| 111 | Bandera de Estonia                    | 19 de mayo de 1993       |
| 112 | Bandera de Moldavia                   | 20 de mayo de 1993       |
| 113 | Bandera de Letonia                    | 25 de mayo de 1993       |
| 114 | Bandera de Lituania                   | 25 de mayo de 1993       |
| 115 | Bandera de Kirguistán                 | 28 de mayo de 1993       |
| 116 | Bandera de Bielorrusia                | 26 de agosto de 1993     |
| 117 | Bandera de Eritrea                    | 22 de abril de 1994      |
| 118 | Bandera de Sudáfrica                  | 1 de junio de 1994       |
| 119 | Bandera de Bosnia y Herzegovina       | 1 de diciembre de 1994   |
| 120 | Bandera de Eslovenia                  | 25 de agosto de 1997     |
| 121 | Bandera de Croacia                    | 29 de agosto de 1997     |
| 122 | Bandera de Angola                     | 10 de febrero de 1999    |
| 123 | Bandera de Nicaragua                  | 14 de febrero de 1999    |
| 124 | Bandera de Belice                     | 28 de agosto de 2001     |
| 125 | Bandera de Islandia                   | 6 de mayo de 2004        |
| 126 | Bandera de Paraguay                   | 13 de diciembre de 2004  |
| 127 | Bandera de Laos                       | 22 de diciembre de 2004  |
| 128 | Bandera de Ecuador                    | 29 de marzo de 2005      |
| 129 | Bandera de Nueva Zelanda              | 5 de diciembre de 2006   |
| 130 | Bandera de Kenia                      | 23 de abril de 2007      |
| 131 | Bandera de la República Dominicana    | 28 de septiembre de 2007 |
| 132 | Bandera de Singapur                   | 28 de mayo de 2008       |
| 133 | Bandera de Líbano                     | 15 de octubre de 2008    |
| 134 | Bandera de Montenegro                 | 30 de octubre de 2008    |
| 135 | Bandera de Macedonia del Norte        | 23 de septiembre de 2010 |
| 136 | Bandera de Camboya                    | 15 de octubre de 2010    |
| 137 | Bandera de Fiyi                       | 23 de diciembre de 2010  |
| —   | Bandera de Abjasia                    | 29 de mayo de 2018       |
| —   | Bandera de Osetia del Sur             | 22 de julio de 2018      |
| —   | (suspendidas)                         | 7 de marzo de 2022       |
| 138 | Bandera de Bolivia                    | 4 de septiembre de 2023  |
| 139 | Bandera de Corea del Sur              | 10 de abril de 2025      |
| 140 | Bandera de Brunéi                     | Desconocido              |
| 141 | Bandera de Ghana                      | Desconocido              |

## Relaciones bilaterales

### África
| País                                            | Relaciones formales iniciadas        | Notas |
| ----------------------------------------------- | ------------------------------------ | --- |
| Bandera de Argelia                              | 27 de agosto de 1962                 | *Ambos países establecieron relaciones diplomáticas el 27 de agosto de 1962. - Siria tiene una embajada en Argel. - Argelia tiene una embajada en Damasco. - Ambos países son miembros de la Liga Árabe. |
| Bandera de Angola                               | 10 de febrero de 1999                | - Ambos países establecieron relaciones diplomáticas el 10 de febrero de 1999. - En 2021, Faisal Mekdad, Ministro de Asuntos Exteriores y Expatriados, se reunió con el Ministro de Asuntos Exteriores de Angola, Tete António, en el marco de la Reunión de Alto Nivel para Conmemorar el 60º Aniversario de la Primera Conferencia del Movimiento de Países No Alineados. |
| Bandera de Benín                                | 29 de noviembre de 1964              | - Ambos países establecieron relaciones diplomáticas el 29 de noviembre de 1964. - Siria tiene un consulado honorario en Cotonú. |
| Bandera de Camerún                              | 29 de noviembre de 1964              | - Ambos países establecieron relaciones diplomáticas el 29 de noviembre de 1964. - En 2017, el presidente Bashar al-Assad recibió el jueves un telegrama de felicitación del presidente de Camerún Paul Biya con motivo del Día de la Independencia de Siria. |
| Bandera de Egipto                               | 1944                                 | - Ambos países establecieron relaciones diplomáticas en 1944 cuando Rafik Asha fue acreditado como Encargado de Negocios de la Legación Siria (Embajada) en El Cairo. - Siria tiene una embajada en El Cairo. - Egipto tiene una embajada en Damasco. - En junio de 2013, el presidente de Egipto Mohammed Morsi anunció que cortaría todas las relaciones con el gobierno sirio. Sin embargo, bajo Abdel Fattah el-Sisi, Egipto ha adoptado una postura más de apoyo hacia el gobierno de Siria. Por ejemplo, en 2017, Egipto pidió la readmisión de Siria en la Liga Árabe. - Ambos países son miembros de la Liga Árabe. |
| Bandera de Libia                                | 1963                                 | *Ambos países establecieron relaciones diplomáticas en 1963. - Siria está acreditada en Libia desde su embajada en El Cairo. - Libia tiene una embajada en Damasco. - El presidente Bashar al-Assad, jefe de estado de Siria, respondió a la Guerra civil siria de una manera frecuentemente comparada por los manifestantes con la represión de Muamar el Gadafi en febrero de 2011 y más allá. - Siria votó en la Asamblea General de las Naciones Unidas para acreditar al CNT como representante de Libia el 16 de septiembre de 2011. - El 10 de octubre de 2011, Libia se convirtió en el primer país en reconocer al Consejo Nacional Sirio como «el único gobierno legítimo en Siria». - El CNT también ordenó el cierre de la Embajada de Siria en Trípoli hasta nuevo aviso. También prometieron a los representantes del CNS entregarles la embajada de Siria en Trípoli. - El 1 de marzo de 2020, una delegación diplomática libia, representando a la Cámara de Representantes de Libia, visitó Damasco para firmar un memorando de entendimiento (MoU) sobre la reactivación de las misiones diplomáticas entre ambos países. - Ambos países son miembros de la Liga Árabe. |
| Bandera de Mauritania                           | 11 de junio de 1966                  | - Ambos países establecieron relaciones diplomáticas el 11 de junio de 1966. - Siria tiene una embajada en Nuakchot. - Mauritania tiene una embajada en Damasco. - Ambos países son miembros de la Liga Árabe. |
| Bandera de Marruecos                            | 2 de junio de 1956                   | *Ambos países establecieron relaciones diplomáticas el 2 de junio de 1956. - Siria está acreditada en Marruecos desde su embajada en Argel. - Marruecos tiene una embajada en Damasco. - Ambos países son miembros de la Liga Árabe. |
| Bandera de Mozambique                           | 5 de agosto de 1975                  | - Ambos países establecieron relaciones diplomáticas el 5 de agosto de 1975. - En 2018, tuvo lugar una reunión entre José Condungua Pacheco y Walid Muallem. |
| Bandera de Nigeria                              | 30 de septiembre de 1965             | - Ambos países establecieron relaciones diplomáticas el 30 de septiembre de 1965. - Siria tiene una embajada en Abuya y consulados honorarios en Lagos y Kano. - Nigeria tiene una embajada en Damasco. - En 2022, Nigeria pidió el levantamiento de todas las sanciones impuestas a Siria. |
| Bandera de República Árabe Saharaui Democrática | 15 de abril de 1980 (reconocimiento) | Véase Relaciones Sahara Occidental-Siria - Siria reconoció oficialmente a la RASD el 15 de abril de 1980, pero no mantiene relaciones diplomáticas con ella. - La RASD tiene una Delegación General en Damasco. |
| Bandera de Senegal                              | 21 de enero de 1965                  | - Ambos países establecieron relaciones diplomáticas el 21 de enero de 1965. - Siria tiene una embajada en Dakar. - Senegal está acreditado en Siria desde su embajada en El Cairo. |
| Bandera de Somalia                              | 13 de diciembre de 1964              | - Ambos países establecieron relaciones diplomáticas el 13 de diciembre de 1964. - El presidente Hafez al-Assad y el presidente Siad Barre tuvieron una relación positiva a pesar de los fuertes lazos económicos y militares de Somalia con el entonces rival geopolítico de Siria, Irak. Siria también proporcionó apoyo limitado de inteligencia y logística a Somalia durante la Guerra de Ogaden a pesar de la relación especial entre la Unión Soviética y Siria. - Siria tiene una embajada no residente en Saná. - Siria tenía anteriormente una embajada en Mogadiscio, pero la abandonó en 1991 debido al estallido de la guerra civil somalí. - Somalia tiene una embajada en Damasco. - Ambos países son miembros de la Liga Árabe. |
| Bandera de Sudáfrica                            | 1 de junio de 1994                   | - Ambos países establecieron relaciones diplomáticas el 1 de junio de 1994. - Siria tiene una embajada en Pretoria. - Sudáfrica tiene una embajada en Damasco. - Ambos países comparten estrechas relaciones políticas y económicas. |
| Bandera de Sudán                                | 28 de enero de 1957                  | *Ambos países establecieron relaciones diplomáticas el 28 de enero de 1957, cuando el Embajador de Siria en Sudán (residente en El Cairo), Sr. Abdel Rahman El Azm, fue acreditado. - Siria tiene una embajada en Jartum. - Sudán tiene una embajada en Damasco. - El 16 de diciembre de 2018, el presidente sudanés, Omar al-Bashir, se convirtió en el primer miembro de la Liga Árabe en visitar Siria desde el estallido de la Guerra civil siria en 2011. - Ambos países son miembros de la Liga Árabe. |
| Bandera de Tanzania                             | 13 de septiembre de 1966             | - Ambos países establecieron relaciones diplomáticas el 13 de septiembre de 1966. - Siria tiene una embajada en Dar es Salaam. - Tanzania está acreditada en Siria desde su embajada en El Cairo. - En 2013, Tanzania apoyó al gobierno sirio en la guerra civil. |
| Bandera de Túnez                                | 2 de junio de 1956                   | - Ambos países establecieron relaciones diplomáticas el 2 de junio de 1956. - Siria tiene una embajada en Túnez. - Túnez tiene una embajada en Damasco. - Túnez dejó de reconocer al gobierno de Siria el 4 de febrero de 2012. Durante su mandato, Hamadi Jebali, el Primer Ministro, instó a otros estados árabes a seguir su ejemplo: «Tenemos que expulsar a los embajadores sirios de los países árabes». En 2019, France 24 especuló que el nuevo presidente Kaïs Saied podría renovar las relaciones diplomáticas de su país con Siria. - Tras el terremoto de Turquía y Siria de 2023, el presidente Saied decidió fortalecer los lazos diplomáticos con Siria al nivel de embajador. - En abril de 2023, Siria restableció oficialmente las relaciones diplomáticas con Túnez. - Ambos países son miembros de la Liga Árabe. |
| Bandera de Uganda                               | 28 de junio de 1972                  | - Ambos países establecieron relaciones diplomáticas el 28 de junio de 1972. - Siria tiene un consulado honorario en Kampala. |
| Bandera de Zimbabue                             |                                      | - Siria está acreditada ante Zimbabue desde su embajada en Pretoria. - El 1 de junio de 2014, el presidente del Comité de la Cartera Parlamentaria de Asuntos Exteriores Cde Enock Porusingazi dijo que Zimbabue se mantiene solidaria con Siria y su pueblo, apoyando a su gobierno. |

### Américas
Siria tiene relaciones diplomáticas con la mayoría de los países de América Central y del Sur, como Antigua y Barbuda, Argentina, Bolivia, Brasil, Chile, Cuba, Ecuador, El Salvador, Granada, Guatemala, Guyana, Nicaragua, Panamá, Paraguay, Perú, Santa Lucía, Surinam, Uruguay y Venezuela.
| País                               | Relaciones Formales Iniciadas | Notas |
| ---------------------------------- | ----------------------------- | --- |
| Bandera de Antigua y Barbuda       | 18 de abril de 1983           | - Ambos países establecieron relaciones diplomáticas el 18 de abril de 1983. - Siria tiene un consulado honorario en Saint John's. - En 2021, Antigua junto con otros miembros del ALBA, expresaron su apoyo a Siria en la guerra. |
| Bandera de Argentina               | 23 de noviembre de 1945       | - Ambos países establecieron relaciones diplomáticas el 23 de noviembre de 1945. - Argentina tiene una embajada en Damasco. - Siria tiene una embajada en Buenos Aires. - En 2010, el presidente Bashar al-Assad visitó Argentina y se reunió con la entonces presidenta Cristina Fernández de Kirchner en Buenos Aires. |
| Bandera de Belice                  | 28 de agosto de 2001          | - Ambos países establecieron relaciones diplomáticas el 28 de agosto de 2001. - Siria está acreditada ante Belice desde su embajada en La Habana. |
| Bandera de Bolivia                 | 4 de septiembre de 2023       | - Ambos países establecieron relaciones diplomáticas el 4 de septiembre de 2023. - Siria está acreditada ante Bolivia desde su embajada en Santiago. - En 2019, la Dra. Bouthaina Shaaban, asesora presidencial, sostuvo una reunión con el ministro de Relaciones Exteriores boliviano Diego Pary Rodríguez. Ambas partes enfatizaron la importancia de las relaciones amistosas entre Siria y Bolivia y la cooperación mutua. |
| Bandera de Brasil                  | 13 de noviembre de 1945       | - Ambos países establecieron relaciones diplomáticas el 13 de noviembre de 1945. - Brasil tiene una embajada en Damasco. - Siria tiene una embajada en Brasília. - En 2010, el presidente Bashar al-Assad visitó Brasil y se reunió con Lula da Silva sobre lazos políticos y económicos más estrechos. |
| Bandera de Canadá                  | 20 de mayo de 1965            | - Ambos países establecieron relaciones diplomáticas el 20 de mayo de 1965. - La embajada canadiense cerró el 5 de marzo de 2012. - La embajada siria en Ottawa cerró el 29 de mayo de 2012. - El consulado sirio en Montreal cerró en 2016. Siria tiene un consulado honorario en Vancouver. - Desde el comienzo de la Guerra en Siria, más de 40.000 refugiados sirios se han reasentado en Canadá. - Canadá ha anunciado planes para aliviar las sanciones contra Siria y nombra a su embajador en Líbano para servir en un rol paralelo en Siria el 13 de marzo de 2025. |
| Bandera de Chile                   | 22 de octubre de 1945         | Véase Relaciones Chile-Siria - Ambos países establecieron relaciones diplomáticas el 22 de octubre de 1945. - Siria tiene una embajada en Santiago. - Chile tiene una embajada en Damasco. |
| Bandera de Colombia                | 24 de mayo de 1988            | - Ambos países establecieron relaciones diplomáticas el 24 de mayo de 1988. - Siria está acreditada ante Colombia desde su embajada en Caracas. - Colombia está acreditada ante Siria desde su embajada en Beirut. - Ministerio de Relaciones Exteriores de Colombia sobre las relaciones con Siria - Véase Sirio-colombianos. |
| Bandera de Cuba                    | 11 de agosto de 1965          | - Siria tiene una embajada en La Habana. - Cuba tiene una embajada en Damasco. - Ambos países tienen relaciones políticas, económicas y militares cercanas. - En 2010, el presidente Bashar al-Assad se reunió con el líder cubano Raúl Castro como parte de su visita a Cuba. |
| Bandera de la República Dominicana | 2 de octubre de 2007          | - Ambos países establecieron relaciones diplomáticas el 2 de octubre de 2007. - Siria está acreditada ante República Dominicana desde su embajada en Caracas. |
| Bandera de Granada                 | 23 de enero de 1980           | - Ambos países establecieron relaciones diplomáticas el 23 de enero de 1980. - En 2023, el primer ministro de Granada, Dickon Mitchell, expresó profunda simpatía y solidaridad con el Gobierno de Siria respecto a los terremotos de Turquía y Siria de 2023. |
| Bandera de Guyana                  | 19 de junio de 1973           | - Ambos países establecieron relaciones diplomáticas el 19 de junio de 1973. - En 2014, el presidente Bashar al-Assad recibió varios cables del presidente Donald Ramotar de Guyana felicitándolo por su victoria en las elecciones presidenciales de Siria de 2014. |
| Bandera de México                  | 20 de agosto de 1950          | Véase Relaciones México-Siria - México y Siria establecieron relaciones diplomáticas el 21 de agosto de 1950. - Siria no tiene una embajada acreditada ante México. - México está acreditado ante Siria desde su embajada en El Cairo. - En 2014, México cerró su consulado honorario en Damasco. |
| Bandera de Nicaragua               | 14 de febrero de 1999         | Véase Relaciones Nicaragua-Siria - Ambos países establecieron relaciones diplomáticas el 14 de febrero de 1999. - Siria está acreditada ante Nicaragua desde su embajada en La Habana. - Nicaragua está acreditada ante Siria desde su embajada en Teherán. - Ambas naciones comparten relaciones políticas cercanas. |
| Bandera de Panamá                  | 17 de febrero de 1976         | - Ambos países establecieron relaciones diplomáticas el 17 de febrero de 1976. - Siria tiene consulados honorarios en Ciudad de Panamá y Colón. |
| Bandera de Paraguay                | 13 de diciembre de 2004       | - Ambos países establecieron relaciones diplomáticas el 13 de diciembre de 2004. - Siria está acreditada ante Paraguay desde su embajada en Buenos Aires. - Siria tiene un consulado honorario en Ciudad del Este. - Paraguay tiene un consulado honorario en Damasco desde julio de 2022. - En julio de 2022, el presidente del Senado de Paraguay, Óscar Rubén Salomón, realizó una visita de estado oficial a Siria, que los medios estatales sirios dijeron que tenía como objetivo establecer relaciones políticas, económicas, comerciales, parlamentarias y otras. - La delegación fue recibida por los más altos funcionarios constitucionales de Siria, incluyendo Bashar al Assad, Hussein Arnous y Hammouda Sabbagh. |
| Bandera de Perú                    | 16 de agosto de 1975          | - Ambos países establecieron relaciones diplomáticas el 16 de agosto de 1975. - Siria está acreditada ante Perú desde su embajada en Santiago. - En 2023, el Ministerio de Relaciones Exteriores de Siria expresó solidaridad y condolencias a los familiares de las víctimas de un terremoto de Guayas que sacudió una región costera del norte de Perú. |
| Bandera de Surinam                 | 18 de octubre de 1976         | - Ambos países establecieron relaciones diplomáticas el 18 de octubre de 1976. - En 2021, Surinam junto con otros miembros del ALBA, expresaron su apoyo a Siria en la guerra civil. |
| Bandera de Trinidad y Tobago       | 11 de enero de 1972           | - Ambos países establecieron relaciones diplomáticas el 11 de enero de 1972 cuando fue acreditado el primer embajador de la República Árabe Siria (residente en Caracas) Sr. Bachir El Kotb. - Siria tiene un consulado honorario en Arima. |
| Bandera de Estados Unidos          | 17 de noviembre de 1944       | Véase Relaciones Estados Unidos-Siria - Ambos países establecieron relaciones diplomáticas el 17 de noviembre de 1944. - Aunque las relaciones entre los dos estados han sido tensas desde hace mucho tiempo, los dos han mantenido intercambios diplomáticos. Sin embargo, las relaciones dieron un giro ominoso en octubre de 2008 con una incursión transfronteriza durante la Guerra de Irak para supuestamente evitar el surgimiento de militantes supuestamente extranjeros en Irak luchando por la Resistencia iraquí. - En diciembre de 2012, el presidente de EE. UU. Barack Obama anunció que EE. UU. reconocería formalmente a la Coalición Nacional de la Oposición Siria, en lugar del gobierno de Damasco, como el representante legítimo del pueblo sirio. A fecha de 2023, la embajada de Estados Unidos está suspendida debido a la guerra civil siria. En mayo de 2014, EE. UU. anunció que reconocía la oposición Coalición Nacional Siria como oficinas en EE. UU. como una "misión extranjera" oficial. - El 21 de agosto de 2013, Estados Unidos amenazó con atacar las instalaciones clave de armas químicas y biológicas sirias en respuesta a un ataque químico que supuestamente fue llevado a cabo por fuerzas leales a Assad en el bastión rebelde de Guta dentro de la capital Damasco. Assad negó cualquier participación, sin embargo, el presidente Obama afirma tener inteligencia que prueba lo contrario. No se ha dado prueba al público más que informes de senadores y representantes clave de Estados Unidos. A partir del 4 de septiembre de 2013, el Comité de Relaciones Exteriores aprobó un ataque con un voto de 10-7. - El presidente Trump, el 6 de abril de 2017, ordenó el primer ataque aéreo estadounidense contra la fuerza aérea siria desde que comenzó la guerra civil del país en 2011. Los buques de guerra de la Armada de EE. UU. USS Porter y USS Ross en el mar Mediterráneo lanzaron docenas de misiles Tomahawk en la base aérea Shayrat de Siria. Los ataques fueron en reacción a lo que Washington dice que fue un ataque con gas venenoso sarín por parte del gobierno del presidente sirio Bashar al-Assad que mató al menos a 70 personas en la región de Idlib de Siria. Los funcionarios estadounidenses informaron a las fuerzas rusas antes de los ataques con misiles, que las fuerzas militares rusas en Siria apoyaban y ayudaban activamente a al-Assad durante la guerra civil de Siria, y los ataques aéreos estadounidenses evitaron golpear al personal ruso. Trump, quien autorizó el lanzamiento de 59 misiles Tomahawk desde buques de guerra de la Armada en el mar Mediterráneo en una base aérea cerca de Homs fue en respuesta directa al supuesto uso de armas químicas por parte de Bashar al-Assad en la ciudad de Jan Sheijun el 4 de abril de 2017. Tras ataques aéreos se realizaron el 8 de abril de 2017, en la ciudad siria que fue el sitio de ataque de armas químicas a principios de esa semana. - El 7 de octubre de 2019, el presidente de Estados Unidos ordenó la retirada de las tropas militares estadounidenses estacionadas en la frontera sirio-turca. Esta retirada de apoyo militar fue ordenada por el presidente con desaprobación del Pentágono y la comunidad de inteligencia estadounidense. El presidente de EE. UU. ordenó la retirada de las tropas militares bajo la premisa de que Turquía no invadiría la región controlada por las Fuerzas Democráticas Sirias (FDS); sin embargo, Turquía atacó a las FDS dentro de las 24 horas posteriores a la retirada militar estadounidense de la región. |
| Bandera de Uruguay                 | 11 de octubre de 1946         | - Ambos países establecieron relaciones diplomáticas el 11 de octubre de 1946. - Siria está acreditada ante Uruguay desde su embajada en Buenos Aires. - En 2019, el Dr. Faisal Mekdad recibió a una delegación militar de alto nivel encabezada por las Fuerzas Armadas de Uruguay Jefe de Estado Mayor del Ejército, el general de división Marcelo Montaner. Ambos hablaron sobre los preparativos realizados por Uruguay para despachar una unidad militar en el marco de la FNUOS en Golán. |
| Bandera de Venezuela               | 14 de junio de 1946           | Véase Relaciones Siria-Venezuela - Ambos países establecieron relaciones diplomáticas el 14 de junio de 1946. - Siria tiene una embajada en Caracas. - Venezuela tiene una embajada en Damasco. - Las relaciones con Siria han mejorado tras la elección de Hugo Chávez. Hay una estimación de 1 millón de venezolanos de herencia siria. - Durante la Crisis presidencial de Venezuela, Siria apoyó a Nicolás Maduro. |

### Asia y Oceanía
Las relaciones de Siria con el mundo árabe se tensaron por su apoyo a Irán durante la Guerra Irán-Irak, que comenzó en 1980. Con el fin de la guerra en agosto de 1988, Siria inició un lento proceso de reintegración con los otros estados árabes. En 1989, se unió al resto del mundo árabe en la readmisión de Egipto en la 19.ª Cumbre de la Liga Árabe en Casablanca.
Esta decisión, impulsada en parte por la necesidad de Siria de apoyo de la Liga Árabe a su propia posición en Líbano, marcó el fin de la oposición liderada por Siria a Egipto y a las iniciativas de Sadat de 1977-79 hacia Israel, así como a los Acuerdos de Camp David. Coincidió con el fin del subsidio árabe de 10 años a Siria y otros países árabes de primera línea prometido en Bagdad en 1978. Siria restableció plenas relaciones diplomáticas con Egipto en 1989. En la Guerra del Golfo de 1990-1991, Siria se unió a otros estados árabes en la coalición multinacional liderada por EE. UU. contra Irak. En 1998, Siria inició un lento acercamiento con Irak, impulsado principalmente por necesidades económicas. En este período, Siria continuó desempeñando un rol panárabe activo, que se intensificó cuando el proceso de paz entre Israel y Palestina colapsó en septiembre de 2000 con el inicio de la segunda sublevación palestina (Intifada) contra Israel. Aunque votó a favor de la Resolución 1441 del Consejo de Seguridad de la ONU en 2002, Siria se opuso a la acción militar de la coalición en Irak en 2003. Sin embargo, el gobierno sirio aceptó la Resolución 1483 del Consejo de Seguridad de la ONU (después de estar ausente en la votación real), que levantó las sanciones a Irak y estableció un marco para asistir al pueblo iraquí en determinar su futuro político y reconstruir su economía.
Después del inicio de la guerra en 2011, gran parte del Medio Oriente condenó el manejo de Siria del levantamiento civil, con solo unos pocos países en el Medio Oriente apoyando a Siria, notablemente Irán, Irak y Líbano.
| País                                  | Relaciones Formales Iniciadas                               | Notas |
| ------------------------------------- | ----------------------------------------------------------- | --- |
| Bandera de Abjasia                    | 4 de septiembre de 2018                                     | - Siria tiene una embajada en Sujumi. - Abjasia tenía una embajada en Damasco. El personal fue retirado el 15 de diciembre de 2024. - El estatus de la relación de Siria con Abjasia es actualmente desconocido tras la caída del régimen de al-Assad el 8 de diciembre de 2024. |
| Bandera de Afganistán                 | 18 de noviembre de 1951                                     | - Ambos países establecieron relaciones diplomáticas el 18 de noviembre de 1951 cuando fue acreditado Chargé d'Affaires ad interim de Afganistán ante Siria (residente en Bagdad) Sr. Mir Amanullah Rahimi. - Funcionarios Talibán afganos y el ministro sirio se reunieron por primera vez para discutir la cooperación en 2023, pero el régimen de Assad y los talibanes no tienen relaciones diplomáticas. Tras la caída del régimen de Assad, el ministro de Relaciones Exteriores afgano Amir Khan Muttaqi felicitó al gobierno de transición sirio por su victoria y expresó esperanza durante una conversación con Asaad al-Shaibani de que los dos países pudieran establecer relaciones diplomáticas regulares. |
| Bandera de Armenia                    | 6 de marzo de 1992                                          | - Ambos países establecieron relaciones diplomáticas el 6 de marzo de 1992. - Armenia tiene una embajada en Damasco y un consulado general en Alepo. - Desde 1997, Siria tiene una embajada en Ereván. - Hay alrededor de 120.000 personas de ascendencia armenia viviendo en Siria (véase Armenios en Siria). |
| Bandera de Australia                  | 12 de mayo de 1975                                          | - Ambos países establecieron relaciones diplomáticas el 12 de mayo de 1975 cuando el primer embajador australiano ante Siria Sr. P. N. Hutton presentó credenciales al presidente Hafez al-Assad. - Siria tiene consulados honorarios en Sídney y Melbourne. - Australia está acreditada ante Siria desde su embajada en Beirut. - Una embajada australiana abrió en Damasco en 1977. Siria abrió una embajada en Canberra a principios de los años 2000. - Hasta el inicio de la actual guerra civil en 2011, los dos países disfrutaron de buenas relaciones. - Desde 2011, Australia ha impuesto sanciones autónomas contra Siria. - La embajada siria en Canberra cerró en 2012. |
| Bandera de Baréin                     | 23 de enero de 1975                                         | - Ambos países establecieron relaciones diplomáticas el 23 de enero de 1975. - Siria tiene una embajada en Manama. - Baréin reabrió su embajada en Damasco en diciembre de 2018. - El 19 de junio de 2022, el presidente sirio Bashar al-Assad recibió las credenciales del embajador Waheed Mubarak Sayyar en una ceremonia oficial atendida por el ministro de Relaciones Exteriores Faisal Mekdad. - En 2024, el presidente sirio Bashar Al-Assad se reunió con el ministro de Relaciones Exteriores de Baréin Abdullatif bin Rashid Al Zayani en Damasco. Fue la primera visita de un ministro de Relaciones Exteriores de Baréin a Siria en 13 años. - Ambos países son miembros de la Liga Árabe. |
| Bandera de Bangladés                  | 14 de septiembre de 1973                                    | - Ambos países establecieron relaciones diplomáticas el 14 de septiembre de 1973. - Siria está acreditada ante Bangladesh desde su embajada en Nueva Delhi. - Bangladesh está acreditada ante Siria desde su embajada en El Cairo y se representa a través de un consulado honorario en Damasco. |
| Bandera de la República Popular China | 1 de agosto de 1956                                         | - China reconoció la independencia de Siria en 1946. - Las relaciones diplomáticas entre ambos países se establecieron el 1 de agosto de 1956. - Siria tiene una embajada en Pekín. - China tiene una embajada en Damasco - Ambos países son aliados cercanos y socios estratégicos. Véase Ministerio de Relaciones Exteriores de China sobre las relaciones con Siria |
| Bandera de Georgia                    | 1993 de mayo de 18 Relaciones cortadas el 6 de mayo de 2018 | - Ambos países establecieron relaciones diplomáticas el 18 de mayo de 1993. - Georgia terminó las relaciones diplomáticas con Siria debido al reconocimiento de Abjasia y Osetia del Sur por parte de Damasco. |
| Bandera de la India                   | Mayo de 1950                                                | - Ambos países establecieron relaciones diplomáticas en mayo de 1950. - Siria tiene una embajada en Delhi. - India tiene una embajada en Damasco. - India y Siria tienen lazos históricos y culturales que se remontan al comercio de la ruta de la seda. Los países mantuvieron relaciones relativamente cordiales durante la guerra civil siria. |
| Bandera de Indonesia                  | 27 de febrero de 1950                                       | - Ambos países establecieron relaciones diplomáticas el 27 de febrero de 1950. - Siria tiene una embajada en Yakarta. - Indonesia tiene una embajada en Damasco. - Ambas naciones son miembros del Movimiento de Países No Alineados. |
| Bandera de Irán                       | 12 de noviembre de 1946                                     | Véase Relaciones Irán-Siria - Ambos países establecieron relaciones diplomáticas el 12 de noviembre de 1946 cuando fue acreditado Enviado Extraordinario y Plenipotenciario de Irán ante Siria con residencia en Beirut Sr. Zein-el-Abdine Rahnema. - Siria tiene una embajada en Teherán. - Irán tiene una embajada en Damasco. - Siria e Irán son aliados estratégicos. Siria a menudo se llama el «aliado más cercano» de Irán, a pesar de la ideología de nacionalismo árabe del partido gobernante Baath en Siria. - Durante la Guerra Irán-Irak, Siria se alineó con Irán no árabe contra su enemigo Irak y fue aislada por Arabia Saudita y algunos países árabes, con las excepciones de Libia, Líbano, Argelia, Sudán y Omán. - Irán y Siria han tenido una alianza estratégica desde entonces, en parte debido a su animosidad común hacia Sadam Huseín y la coordinación contra Estados Unidos e Israel. - Siria e Irán cooperan en el contrabando de armas desde Irán a Hezbolá en Líbano, que limita con Israel. - Además de recibir hardware militar, Irán ha invertido consistentemente miles de millones de dólares en la economía siria. - Actualmente, Irán está involucrado en la implementación de varios proyectos industriales en Siria, incluyendo fábricas de cemento, líneas de ensamblaje de automóviles, plantas de energía y construcción de silos. Irán también planea establecer un banco conjunto irano-sirio en el futuro. |
| Bandera de Irak                       | 8 de noviembre de 1945                                      | - Ambos países establecieron relaciones diplomáticas el 8 de noviembre de 1945 cuando fue acreditado Chargé d'Affaires de Irak ante Siria Sr. Ibrahim Fadli. - Siria tiene una embajada en Bagdad y un consulado general en Mosul. - Irak tiene una embajada en Damasco. - Los estados políticos de Irak y Siria fueron formados por el Reino Unido y Francia tras la derrota del Imperio Otomano en la Primera Guerra Mundial. - Irak y Siria están unidos por relaciones históricas, sociales, políticas, culturales y económicas, pero comparten una larga frontera dibujada por extranjeros. La tierra conocida como Mesopotamia es Irak y el este de Siria y se llama así por sus habitantes. - Las relaciones políticas entre Irak y Siria han visto dificultades en el pasado, sin embargo, nuevas relaciones diplomáticas descritas por ambas partes como «Históricas» se establecieron en noviembre de 2006, comenzando una era de estrecha cooperación y amistad política entre Irak y Siria. - Durante la primera fase de la guerra civil siria, Irak también fue uno de los pocos países árabes restantes que apoyan al gobierno sirio, y se abstuvo de votar para expulsar a Siria de la Liga Árabe. - Ambos países han cooperado estrechamente entre sí contra ISIS, con Irak y la Siria baazista siendo parte de la Coalición Rusia-Siria-Irán-Irak. |
| Bandera de Israel                     | Sin relaciones diplomáticas formales                        | Véase Relaciones Israel-Siria - Siria ha sido un beligerante activo, con treguas periódicas y uso de proxies, contra Israel desde mayo de 1948, cuando el ejército sirio capturó territorio del recién establecido Estado de Israel al norte y al sur del mar de Galilea. - Siria fue un beligerante activo en la guerra árabe-israelí de 1967, que resultó en la ocupación israelí de los Altos del Golán y la ciudad de Quneitra. El 19 de junio, una semana después de que terminara la guerra, Israel ofreció devolver los Golán si Siria aceptara un Tratado de Paz completo. Sin embargo, Siria se negó. De 1967 a 1973 hubo combates esporádicos a lo largo de la nueva frontera. - Tras la guerra árabe-israelí de octubre de 1973, que dejó a Israel en ocupación de territorio sirio adicional, Siria aceptó la Resolución 338 del Consejo de Seguridad de la ONU, que señalaba una aceptación implícita de la Resolución 242. - Siria participó en la Conferencia de Paz de Oriente Medio en Madrid en octubre de 1991. - En 2004 y 2005, Israel y Siria se involucraron en conversaciones privadas discutiendo un esquema de acuerdo de paz. Estas fueron exitosas a nivel técnico, pero fallaron en obtener apoyo político adecuado. - La hostilidad entre Siria e Israel aumentó aún más tras la ejecución por parte de Israel de la Operación Orchard el 6 de septiembre de 2007. Israel bombardeó un complejo sirio septentrional cerca de Deir ez-Zor que se sospechaba contenía materiales nucleares de Corea del Norte. - En 2008, el presidente sirio Bashar al-Assad confirmó que las conversaciones con Israel habían reanudado a través de un tercer partido. - Buthaina Shaaban también confirmó que Israel está listo para renunciar a los Altos del Golán. - En octubre de 2019, Israel fue uno de los países que condenó la incursión turca en el noreste de Siria, pero también debido al deterioro de las relaciones Israel-Turquía. |
| Bandera de Japón                      | Diciembre de 1953                                           | - Ambos países establecieron relaciones diplomáticas en diciembre de 1953. - Siria tiene una embajada en Tokio. - Japón tiene una embajada en Damasco. - Japón introdujo sanciones contra Siria en septiembre de 2011. |
| Bandera de Jordania                   | 1948                                                        | - Ambos países establecieron relaciones diplomáticas en 1948. - Siria tiene una embajada en Ammán. - Jordania tiene una embajada en Damasco. - Tras la primera Guerra del Golfo, las relaciones entre Jordania y Siria habían mejorado. Tras el Tratado de Paz entre el Estado de Israel y el Reino Hachemita de Jordania en el que Jordania estableció lazos diplomáticos con Israel, Jordania ha sido un punto de tránsito importante para empresarios sirios que hacen negocios en los Territorios palestinos. - Las relaciones entre los dos países mejoraron después de la muerte del rey de Jordania Hussein ibn Talal y la ascensión del rey Abdullah en febrero de 1999 y la muerte de Hafez al-Assad y la ascensión de su hijo Bashar en 2000. El rey jordano visitó Siria para felicitar a Bashar ese año. - Durante la guerra civil siria, Jordania ha trabajado estrechamente con EE. UU., apoyando al Frente Sur del Ejército Libre Sirio hasta 2017, pero también coordinando estrechamente con Rusia. - Después de 2018, las relaciones entre ambos países se normalizaron. - Ambos países son miembros de la Liga Árabe. |
| Bandera de Kazajistán                 | 27 de marzo de 1992                                         | - Ambos países establecieron relaciones diplomáticas el 27 de marzo de 1992. - Kazajistán tiene un consulado general en Damasco. - Kazajistán donó fondos para ayudar a los refugiados sirios que huyen del país. En 2012, se asignaron alrededor de $400.000 del país a través de la OCI. - Kazajistán envió su próxima ayuda humanitaria a Siria en enero de 2017. Las 500 toneladas de suministros de alimentos y medicamentos se entregaron al puerto de Tartus en la costa mediterránea de Siria. |
| Bandera de Kuwait                     | 24 de octubre de 1963                                       | - Ambos países establecieron relaciones diplomáticas el 24 de octubre de 1963 - Siria tiene una embajada en Ciudad de Kuwait. - Kuwait tiene una embajada en Damasco. - Las relaciones entre Kuwait y Siria se tensaron debido a la guerra civil siria después de que Kuwait cerró sus embajadas junto con el resto de los Estados árabes del Golfo Pérsico. - Las relaciones bilaterales se han centrado desde entonces en esfuerzos humanitarios para Siria. Por ejemplo, Kuwait ha organizado tres conferencias internacionales de donantes en 2013, 2014, 2015 y 2016 recaudando 1.500 millones, 2.400 millones, 3.800 millones, y 10.000 millones respectivamente. - Las relaciones entre los dos países se han normalizado desde 2019. - Ambos países son miembros de la Liga Árabe. |
| Bandera de Líbano                     | 15 de octubre de 2008                                       | Siria juega un rol importante en Líbano por virtud de su historia, tamaño, poder y economía. Líbano fue parte de la Siria otomana hasta 1926. La presencia de tropas sirias en Líbano data de 1976, cuando el presidente Hafez al-Assad intervino en la guerra civil libanesa en nombre de los cristianos Maronitas. Tras la invasión israelí de Líbano en 1982, las fuerzas sirias e israelíes chocaron en el este de Líbano. El difunto embajador estadounidense Philip Habib negoció un cese al fuego en Líbano y la evacuación subsiguiente de los combatientes de la OLP de Beirut Occidental. Sin embargo, la oposición siria bloqueó la implementación del acuerdo del 17 de mayo de 1983 entre Líbano e Israel sobre la retirada de las fuerzas israelíes de Líbano. Tras la retirada en febrero de 1984 de la Fuerza Multinacional de la ONU de Beirut y la salida de la mayoría de las fuerzas de Israel del sur de Líbano un año después, Siria lanzó una iniciativa fallida para reconciliar a las facciones libanesas en guerra y establecer un cese al fuego permanente. Siria participó activamente en los combates de marzo-septiembre de 1989 entre las Fuerzas Libanesas Cristianas y las fuerzas musulmanas aliadas con Siria. En 1989, Siria respaldó la Carta de Reconciliación Nacional, o "Acuerdo de Taif", un plan integral para poner fin al conflicto libanés negociado bajo los auspicios de Arabia Saudita, Argelia y Marruecos. A solicitud del presidente libanés Hrawi, el ejército sirio tomó acción conjunta con las Fuerzas Armadas Libanesas el 13 de octubre de 1990, para derrocar al general rebelde Michel Aoun quien había desafiado los esfuerzos de reconciliación con el Gobierno legítimo de Líbano. El proceso de desarme y disolución de las muchas milicias libanesas comenzó en serio a principios de 1991. En mayo de 1991, Líbano y Siria firmaron el tratado de hermandad, cooperación y coordinación llamado por en el Acuerdo de Taif, que pretende proporcionar la base para muchos aspectos de las relaciones sirio-libanesas. El tratado proporciona el reconocimiento más explícito hasta la fecha por parte del Gobierno sirio de la independencia y soberanía de Líbano. Según la interpretación estadounidense del Acuerdo de Taif, Siria y Líbano debían decidir sobre el redespliegue de las fuerzas sirias de Beirut y otras áreas costeras de Líbano para septiembre de 1992. La ocupación israelí de Líbano hasta mayo de 2000, el colapso de las negociaciones de paz entre Siria e Israel ese mismo año, y la intensificación de las tensiones árabe/israelíes desde el inicio de la segunda sublevación palestina en septiembre de 2000 han ayudado a retrasar la implementación completa de los Acuerdos de Taif. La ONU declaró que la retirada de Israel del sur de Líbano cumplió con los requisitos de la Resolución 425 del Consejo de Seguridad de la ONU. Sin embargo, Siria y Líbano afirmaron que la Resolución 425 no se había implementado completamente porque Israel no se retiró de un área de los Altos del Golán llamada Granjas de Shebaa, que había sido ocupada por Israel en 1967, y que Siria ahora afirmaba era parte de Líbano. Las Naciones Unidas no reconocen esta afirmación. Sin embargo, grupos de resistencia libaneses como Hezbolá lo utilizan para justificar ataques contra fuerzas israelíes en esa región, creando un punto de inflamación potencialmente peligroso a lo largo de la frontera Líbano-Israel. En 2005, las tropas sirias se retiraron de Líbano después del asesinato del primer ministro libanés suní Rafik Hariri el 14 de febrero de 2005. En diciembre de 2008, la embajada siria se abrió en Beirut por primera vez en la historia desde que ambos países obtuvieron su independencia en la década de 1940. En marzo de 2009, Líbano siguió y abrió su embajada en Damasco. El 19 de diciembre de 2009, el primer ministro libanés Saad Al-Hariri visitó Siria y permaneció en Damasco durante tres días reuniéndose con el presidente Bashar Al-Assad y rompiendo el hielo entre los dos bandos. |
| Bandera de Malasia                    | 1958                                                        | - Siria tiene una embajada en Kuala Lumpur - La embajada malasia en Damasco cerró desde agosto de 2012, debido a la guerra civil siria. - Malasia tiene un consulado honorario en Damasco. |
| Bandera de Mongolia                   | 31 de julio de 1967                                         | Véase Relaciones bilaterales entre Mongolia y Siria (en mongol) - Ambos países establecieron relaciones diplomáticas el 31 de julio de 1967. - Delegados mongoles del entonces gobernante Partido Popular Revolucionario Mongol viajaron a Siria en 1978, 1982 y 1985. - Delegados del Partido Baath Árabe Socialista sirio visitaron Mongolia en 1983 y 1986. |
| Bandera de Corea del Norte            | 25 de julio de 1966                                         | - Ambos países establecieron relaciones diplomáticas el 25 de julio de 1966. - Siria tiene una embajada en Pionyang. - Corea del Norte tiene una embajada en Damasco. - Corea del Norte es uno de los aliados más cercanos de Siria. - En septiembre de 2015, el gobierno sirio rindió homenaje a Kim Il-sung en una ceremonia para un nuevo parque en Damasco nombrado en su honor. |
| Bandera de Omán                       | 19 de diciembre de 1987                                     | - Ambos países establecieron relaciones diplomáticas el 19 de diciembre de 1987. - Siria tiene una embajada en Mascate. - Omán tiene una embajada en Damasco. - Desde el inicio de la guerra, Siria y Omán han sido aliados estratégicos. - Ambos países son miembros de la Liga Árabe. |
| Bandera de Pakistán                   | 1948                                                        | Véase Relaciones Pakistán-Siria - Siria tiene una embajada en Islamabad. - Pakistán tiene una embajada en Damasco. - Ambos países estaban en la Ruta de la seda a través de la cual tuvieron lugar intercambios civilizatorios durante siglos; los misioneros islámicos que introdujeron el islam después del 711 d. C. eran de Siria. Durante la guerra de Yom Kipur de 1973 (generalmente referida como la guerra del Ramadán en Pakistán), varios pilotos paquistaníes asistieron a la fuerza aérea siria. En 2005, Siria y Pakistán acordaron una cooperación mutua en los campos de la ciencia y la tecnología. Pakistán también apoya al Gobierno sirio desde el comienzo de la Guerra civil siria. |
| Bandera de Palestina                  | 22 de enero de 1992                                         | - Siria reconoció oficialmente el Estado palestino el 18 de julio de 2011. - Siria está acreditada ante Palestina desde su embajada en Amán. - Palestina tiene una embajada en Damasco. |
| Bandera de Filipinas                  | 4 de septiembre de 1946                                     | - Ambos países establecieron relaciones diplomáticas el 4 de septiembre de 1946. - Siria tiene un consulado en Manila. - Siria está acreditada ante Filipinas desde su embajada en Kuala Lumpur. - Filipinas tiene una embajada en Damasco. |
| Bandera de Catar                      | 19 de enero de 1972                                         | - Ambos países establecieron relaciones diplomáticas el 19 de enero de 1972. - El presidente sirio Hafez al-Assad se alineó con Arabia Saudita contra el emir catarí Hamad bin Khalifa cuando depuso a su padre. Más tarde, Bashar al-Assad visitó Doha en 2003, lo que inició un nuevo capítulo de relaciones económicas, comerciales y de inversión. - En 2007-8, se establecieron varios bancos financiados por Catar en Siria. - Durante el conflicto en Siria, Catar apoyó vocal y materialmente a diferentes rebeldes con armas y fondos contra el gobierno. Catar ha sido el mayor patrocinador de las fuerzas de oposición sirias durante la guerra civil. - En enero de 2019, Catar dijo que no normalizaría las relaciones con Siria, a la que quería que permaneciera excluida de la Liga Árabe. - En abril de 2019, Qatar Airways recibió una licencia para volar sobre el espacio aéreo sirio y se levantó la prohibición siria sobre la estación Al-Jazeera de Catar. - En 2021, Catar trabajó con Rusia y Turquía para crear una solución política al conflicto. |
| Bandera de Arabia Saudita             | 26 de junio de 1944                                         | - Ambos países establecieron relaciones diplomáticas el 26 de junio de 1944 cuando fue acreditado Enviado Extraordinario y Ministro Plenipotenciario de Arabia Saudita ante Siria, Sheikh Abdul Aziz bin Zeid. - Siria tiene una embajada en Riad. - Arabia Saudita tiene una embajada en Damasco. - Tras la Guerra civil siria, las relaciones entre los dos países se deterioraron gravemente (hasta 2018). - Entre 2018 y 2023, ambos países llevaron a cabo un acercamiento gradual. - Ambos países son miembros de la Liga Árabe. |
| Bandera de Corea del Sur              | 10 de abril de 2025                                         | - Ambos países establecieron relaciones diplomáticas el 10 de abril de 2025. - El 8 de febrero de 2025, el ministro de Asuntos Exteriores sirio Asaad al-Shaibani se reunió con Kim Eun-jeong, directora general para Asuntos Africanos y de Oriente Medio en Damasco. Durante la reunión, ambas partes expresaron su disposición a renovar la cooperación, que había estado suspendida desde 2003. Tres días después, el Ministerio de Asuntos Exteriores de Corea del Sur anunció que el país establecería relaciones diplomáticas con Siria. - El 11 de marzo de 2025, se alcanzó un acuerdo provisional para que ambas naciones establecieran relaciones diplomáticas. |
| Bandera de Osetia del Sur             | 22 de julio de 2018                                         | - Siria reconoció a Osetia del Sur y mantuvo relaciones diplomáticas con Tsjinval. - El estado de la relación de Siria con Osetia del Sur es actualmente desconocido tras la caída del régimen de al-Assad el 8 de diciembre de 2024. |
| Bandera de Sri Lanka                  | 10 de mayo de 1969                                          | - Ambos países establecieron relaciones diplomáticas el 10 de mayo de 1969. - Siria está acreditada ante Sri Lanka desde su embajada en Nueva Delhi. - Sri Lanka está acreditada ante Siria desde su embajada en Beirut, pero tiene un consulado honorario en Damasco. - El presidente sirio Hafez al-Assad visitó Colombo, Sri Lanka en 1976. |
| Bandera de Turquía                    | 8 de marzo de 1946                                          | Ambos países establecieron relaciones diplomáticas el 8 de marzo de 1946. Relaciones diplomáticas suspendidas desde 2011. Las relaciones sirio-turcas han sido tensas durante mucho tiempo a pesar de que Turquía comparte su frontera común más larga con Siria y varios otros lazos geográficos, culturales e históricos unen a los dos estados vecinos. Esta fricción se ha debido a disputas que incluyen la autoanexión de la provincia de Hatay a Turquía en 1939, disputas por el agua resultantes del Proyecto de Anatolia Sudoriental, y el apoyo de Siria al proscrito Partido de los Trabajadores del Kurdistán (PKK) y al Ejército Secreto Armenio para la Liberación de Armenia (ASALA), pero las relaciones han mejorado enormemente desde octubre de 1998; cuando el líder del PKK Abdullah Öcalan fue expulsado por las autoridades sirias. Siria tenía embajada en Ankara y dos consulados generales en Estambul y Gaziantep. Ambos países han sido miembros plenos de la Unión para el Mediterráneo y de la Organización para la Cooperación Islámica (OCI), aunque la membresía de Siria en la primera fue suspendida en 2011 así como de la segunda en 2012. Debido a la Guerra civil siria, las relaciones entre Siria y Turquía se han vuelto cada vez más tensas. Turquía cerró su embajada en Damasco el 26 de marzo de 2012, así como su consulado general en Alepo. En abril de 2012, albergó la segunda reunión de los Amigos de Siria, la coalición árabe-occidental en apoyo a la oposición siria. Turquía ha estado recibiendo refugiados de Siria, aunque se han reportado abusos e injusticias hacia los refugiados sirios. Las relaciones se degradaron aún más debido a un grave incidente que ocurrió con el derribo sirio de un vuelo de entrenamiento militar turco en junio de 2012. Las relaciones se deterioraron aún más en mayo de 2013 tras un incidente fronterizo que involucró dos coches bomba que explotaron en la ciudad de Reyhanlı, provincia de Hatay, Turquía. Al menos 43 personas murieron y 140 más resultaron heridas en el ataque. Los coches bomba fueron dejados fuera del ayuntamiento y la oficina de correos de Reyhanlı. El primero explotó alrededor de las 13:45 hora local (10:45 GMT)[40] y el segundo explotó unos 15 minutos después. El asunto que cementó la grieta en las relaciones fue el supuesto trato de Turquía con el Estado Islámico (un enemigo del gobierno sirio) en petróleo y armas por diversas fuentes. Un video que surgió del Estado Islámico sin oposición por la seguridad turca mientras viajaban a través de la frontera entre Siria, cuestiona más el supuesto rol de Turquía de simplemente combatir el terrorismo. Las tropas militares turcas atacaron a las Fuerzas Democráticas Sirias (FDS) respaldadas por los kurdos el 8 de octubre de 2019, después de que el presidente interino de EE. UU. Donald Trump retirara las tropas militares estadounidenses de Siria el día anterior. La acción de EE. UU. para sacar tropas de la región se hizo únicamente por el presidente de EE. UU. con una severa desaprobación de los departamentos de inteligencia militar de EE. UU. Turquía restableció las relaciones diplomáticas con Siria el 14 de diciembre de 2024, tras la caída del régimen de al-Assad. |
| Bandera de Emiratos Árabes Unidos     | 19 de enero de 1972                                         | - Ambos países establecieron relaciones diplomáticas el 19 de enero de 1972. - Siria tiene una embajada en Abu Dhabi y un consulado general en Dubái. - Los EAU tienen una embajada en Damasco. - Ambos países son miembros de la Liga Árabe. - En 2016, los Emiratos planeaban normalizar sus relaciones con Siria, pero fueron impedidos por EE. UU. - Los EAU reabrieron su embajada en Damasco en diciembre de 2018. - En noviembre de 2021, el ministro de Asuntos Exteriores de los EAU Abdullah bin Zayed Al Nahyan viajó a Damasco para reunirse con Bashar al-Assad. Fue el primer funcionario emiratí en visitar Siria desde la guerra. EE. UU. se opuso fuertemente a los esfuerzos para normalizar los lazos con Siria. - El 18 de marzo de 2022, Assad viajó a los EAU para reunirse con líderes emiratíes, incluyendo el jeque Mohamed bin Zayed Al Nahyan de Abu Dhabi y el jeque Mohammed bin Rashid Al Maktoum de Dubái. Fue la primera visita de Assad a una nación árabe desde 2011. El 19 de marzo de 2023, Assad visitó nuevamente los EAU, con su esposa Asma al-Assad. |
| Bandera de Yemen                      | 23 de mayo de 1965                                          | - Ambos países establecieron relaciones diplomáticas el 23 de mayo de 1965. - Siria tiene una embajada en Saná. - Entre 2014 y 2023, la embajada de Yemen en Damasco (y su embajador) estuvo bajo supervisión del Consejo Político Supremo liderado por los hutíes. - En 2023, Siria devolvió la embajada al gobierno yemení reconocido internacionalmente. - Ambos países normalizaron relaciones en 2023. - Ambos países son miembros de la Liga Árabe. |

### Europa
La República Checa y Austria fueron los únicos países de la Unión Europea que nunca cerraron sus embajadas en Damasco durante la guerra civil siria. Grecia y Chipre restablecieron relaciones diplomáticas con Siria y abrieron sus embajadas en 2021, convirtiéndose en los primeros países de la UE en hacerlo. Bulgaria, Hungría y Rumania nombraron un encargado de negocios en sus misiones diplomáticas en el país. En julio de 2024, Italia decidió restablecer relaciones con Siria, nombrar su enviado especial y encargado de negocios en el país y reabrir su embajada en Damasco. Tras la caída del régimen de Assad, Alemania y Francia se convirtieron en los primeros países de la Unión Europea en visitar Damasco. El 16 de enero de 2025, España reabrió su embajada en Damasco. El 20 de marzo de 2025, Alemania reabrió su embajada en Damasco.
| País                            | Relaciones formales comenzaron                                 | Notas |
| ------------------------------- | -------------------------------------------------------------- | --- |
| Bandera de Austria              | 7 de febrero de 1952                                           | - Ambos países establecieron relaciones diplomáticas el 7 de febrero de 1952. - Siria tiene una embajada en Viena. - Austria tiene una embajada en Damasco desde 1978. |
| Bandera de Bielorrusia          | 26 de agosto de 1993                                           | - Las relaciones diplomáticas entre Bielorrusia y Siria comenzaron el 26 de agosto de 1993. - Siria tiene una embajada en Minsk. - Bielorrusia tiene una embajada en Damasco. El personal diplomático bielorruso fue retirado de Siria el 15 de diciembre de 2024. |
| Bandera de Bélgica              | 20 de marzo de 1946                                            | - Ambos países establecieron relaciones diplomáticas el 20 de marzo de 1946 cuando fue nombrado M.R. Taymans como Encargado de Negocios de Bélgica ante Siria con residencia en Beirut. - Siria tiene una embajada en Bruselas. - La embajada de Bélgica en Damasco fue cerrada el 29 de marzo de 2012. |
| Bandera de Bosnia y Herzegovina | 1 de diciembre de 1994                                         | - Ambos países establecieron relaciones diplomáticas el 1 de diciembre de 1994. - Siria está acreditada ante Bosnia desde su embajada en Belgrado. |
| Bandera de Bulgaria             | 24 de agosto de 1954                                           | - Ambos países establecieron relaciones diplomáticas el 24 de agosto de 1954. - Siria tiene una embajada en Sofía. - Desde mayo de 1955, Bulgaria tiene embajada en Damasco y un consulado honorario en Alepo. |
| Bandera de Croacia              | 29 de agosto de 1997                                           | - Ambos países establecieron relaciones diplomáticas el 29 de agosto de 1997. - Siria está representada en Croacia a través de su embajada en Budapest y su consulado honorario en Zagreb. - Croacia está representada en Siria a través de su embajada en El Cairo, Egipto y un consulado honorario en Damasco. - Las relaciones diplomáticas fueron terminadas en 2012. |
| Bandera de Chipre               | 1 de febrero de 1962                                           | - Ambos países establecieron relaciones diplomáticas el 1 de febrero de 1962 cuando Chipre aceptó el nombramiento de Thabit al-Aris como embajador sirio ante Chipre. - Siria tiene una embajada en Nicosia. - Chipre tiene una embajada en Damasco. - Ambos países restablecieron relaciones en 2021. - El presidente sirio Bashar al-Assad se convirtió en el primer jefe de Estado sirio en visitar Chipre en noviembre de 2010, resultando en la firma de cinco acuerdos entre los dos países y promesas de trabajar más estrechamente en cuestiones de interés común. - Christofias otorgó a al-Assad la Gran Collar de la Orden de Makarios III, mientras que el líder sirio presentó a Christofias la Orden Nacional de los Omeyas con el Gran Cordón. - Cyprus Foreign Affairs: List of bilateral treaties with Syria |
| Bandera de República Checa      | 20 de septiembre de 1946                                       | - Siria y Checoslovaquia establecieron relaciones diplomáticas el 20 de septiembre de 1946. - Siria tiene una embajada en Praga. - La República Checa tiene una embajada en Damasco. |
| Bandera de Dinamarca            | 6 de julio de 1953 (relaciones suspendidas en 2012)            | - Ambos países establecieron relaciones diplomáticas el 6 de julio de 1953 cuando fue acreditado Enviado Extraordinario y Plenipotenciario de Siria ante Dinamarca con residencia en Estocolmo, Jamal E. D. Farra. - Siria está acreditada ante Dinamarca desde su embajada en Estocolmo. - Dinamarca estuvo representada en Siria a través de su embajada en Damasco hasta 2012, cuando las relaciones entre los dos países fueron cortadas. - Tras la controversia de las caricaturas de Mahoma en Jyllands-Posten y el subsiguiente ataque a la embajada danesa en 2006, las relaciones entre los dos países se tensaron enormemente. |
| Bandera de Finlandia            | 22 de mayo de 1953                                             | - Ambos países establecieron relaciones diplomáticas el 22 de mayo de 1953. - Siria está acreditada ante Finlandia desde su embajada en Estocolmo. - Finlandia tenía una embajada en Damasco que cerró en marzo de 2012, y dos consulados honorarios en Alepo y Latakia. - Ministry for Foreign Affairs of Finland about relations with Syria |
| Bandera de Francia              | 18 de junio de 1946                                            | - Ambos países establecieron relaciones diplomáticas el 18 de junio de 1946. - Siria tiene una embajada en París y consulados honorarios en Marsella y Pointe-à-Pitre. - Francia tenía una embajada en Damasco y un consulado general en Alepo, ambos cerrados el 2 de marzo de 2012. - Francia fue el primer país occidental en dar reconocimiento a la COS el 13 de noviembre de 2012. |
| Bandera de Alemania             | 14 de octubre de 1952                                          | - Ambos países establecieron relaciones diplomáticas el 14 de octubre de 1952. - Siria tiene una embajada en Berlín y consulado honorario en Bremen. - La embajada alemana en Damasco fue reabierta el 20 de marzo de 2025. - Alemania acoge a la mayoría de los refugiados sirios en la UE. - Las relaciones fueron cortadas de 1965 a 1974 tras el establecimiento de relaciones de Alemania con Israel. |
| Bandera de Grecia               | 24 de junio de 1947                                            | - Ambos países establecieron relaciones diplomáticas el 24 de junio de 1947 cuando fue acreditado Enviado Extraordinario y Ministro Plenipotenciario de Grecia ante Siria con residencia en El Cairo, Georges Triandafyllides. - Siria tiene una embajada en Atenas. - Grecia tiene una embajada en Damasco. - El 8 de mayo de 2020, el ministro de Asuntos Exteriores griego Nikos Dendias anunció una restauración de las relaciones entre Grecia y Siria y designó al exembajador en Siria y Rusia, Tasia Athanassiou, como Enviado Especial del Ministerio de Asuntos Exteriores de Grecia para Siria. - Véase Griegos en Siria - Greek Foreign Affairs Ministry about relations with Syria |
|                                 | 21 de febrero de 1953                                          | - Ambos países establecieron relaciones diplomáticas el 21 de febrero de 1953. - Siria tiene una embajada en Roma. - La Santa Sede tiene una nunciatura apostólica en Siria en Damasco. - En la actualidad, la Santa Sede tiene relaciones comparativamente buenas con Siria. Ha buscado fomentar el ecumenismo entre facciones cristianas rivales en Antioquía y asegurar la supervivencia de comunidades cristianas ancestrales en el país. La declaración Nostra aetate ha hecho posible el diálogo interreligioso y la cooperación con musulmanes sirios. - Algunos líderes del Vaticano también han buscado fomentar una mayor independencia política para Líbano, que ha estado ligado a Siria desde el final de la guerra civil libanesa. Esta llamada a la independencia libanesa ha sido tradicionalmente resistida por los líderes sirios. - Juan Pablo II visitó Siria en 2001 y fue el primer papa en haber estado en una mezquita islámica, la Mezquita de los Omeyas en Damasco, que incluye las reliquias de Juan el Bautista. - El presidente sirio Bashar al-Assad asistió al funeral del papa Juan Pablo II. |
| Bandera de Hungría              | 13 de octubre de 1954                                          | - Ambos países establecieron relaciones diplomáticas el 13 de octubre de 1954. - Siria tiene una embajada en Budapest. - Hungría tiene una embajada en Damasco y consulados honorarios en Alepo y Latakia. - Hungría envió diplomáticos para gestionar asuntos consulares en 2020. |
| Bandera de Irlanda              | 18 de julio de 1975                                            | - Ambos países establecieron relaciones diplomáticas el 18 de julio de 1975. - Siria está representada en Irlanda a través de su embajada en París, Francia. - Irlanda está representada en Siria a través de su embajada en El Cairo, Egipto y un consulado honorario en Damasco. |
| Bandera de Italia               | 27 de septiembre de 1947                                       | - Ambos países establecieron relaciones diplomáticas el 27 de septiembre de 1947 cuando fue acreditado Enviado Extraordinario y Ministro Plenipotenciario de Italia ante Siria, Luigi Cortese. - La embajada siria en Roma fue reabierta en 2024. - La embajada italiana en Damasco fue reabierta en 2024, tras su cierre en la etapa temprana de la guerra en marzo de 2012. - En 2019, Italia anunció que estaba considerando reabrir su embajada, y en julio de 2024 decidió nombrar un embajador en Siria, el primer movimiento de este tipo desde 2012. Italia es la primera nación del G7 en restaurar lazos diplomáticos con Siria. |
| Bandera de Moldavia             | 20 de mayo de 1993                                             | - Ambos países establecieron relaciones diplomáticas el 20 de mayo de 1993. - Siria está acreditada ante Moldavia desde su embajada en Bucarest y consulado honorario en Chisináu. |
| Bandera de los Países Bajos     | 24 de enero de 1952                                            | - Ambos países establecieron relaciones diplomáticas el 24 de enero de 1952 cuando el Sr. Knoop Koopmans fue acreditado ante Siria. - Siria está acreditada ante los Países Bajos desde su embajada en Bruselas. - Los Países Bajos cerraron su embajada en Siria en marzo de 2012. |
| Bandera de Noruega              | 11 de agosto de 1948                                           | - Ambos países establecieron relaciones diplomáticas el 11 de agosto de 1948. - Siria está acreditada ante Noruega desde su embajada en Estocolmo. - La embajada noruega en Damasco fue cerrada en marzo de 2012. |
| Bandera de Polonia              | 18 de septiembre de 1945                                       | - Ambos países establecieron relaciones diplomáticas el 18 de septiembre de 1945. - Siria tiene una embajada en Varsovia. - Polonia tenía una embajada en Damasco que cerró en julio de 2012 por razones de seguridad. |
| Bandera de Portugal             | 19 de febrero de 1975                                          | - Ambos países establecieron relaciones diplomáticas el 19 de febrero de 1975. - Siria está acreditada ante Portugal desde su embajada en Madrid. - Portugal está acreditado ante Siria desde su embajada en Nicosia. |
| Bandera de Rumania              | 9 de agosto de 1955                                            | - Ambos países establecieron relaciones diplomáticas el 9 de agosto de 1955. - Siria tiene una embajada en Bucarest. - Rumania tiene una embajada en Damasco y 2 consulados honorarios en Alepo y Latakia. |
| Bandera de Rusia                | 25 de julio de 1944                                            | - Ambos países establecieron relaciones diplomáticas el 25 de julio de 1944. - Siria tiene una embajada en Moscú. - Rusia tiene una embajada en Damasco y un consulado en Alepo. - Al igual que con la mayoría de los países árabes, Rusia disfruta de una relación amistosa históricamente fuerte y estable con Siria. - Desde 1971, Rusia ha arrendado instalaciones portuarias en Tartús para su flota naval. Entre 1992 y 2008, estas instalaciones estaban en gran parte en desuso, sin embargo, los trabajos comenzaron concurrentemente con la Guerra de Osetia del Sur de 2008 para mejorar las instalaciones del puerto para apoyar una mayor presencia mediterránea de la Marina Rusa. - Se cree que Rusia ha enviado a Siria docenas de misiles Iskander. - Rusia ha estado apoyando fuertemente a Siria en la Guerra civil siria, especialmente desde el inicio de una campaña aérea en 2015. |
| Bandera de Serbia               | 18 de mayo de 1946                                             | - Ambos países establecieron relaciones diplomáticas el 18 de mayo de 1946 cuando fue acreditado Enviado Extraordinario y Ministro Plenipotenciario de Yugoslavia ante Siria, Esref Badnjevic. - Siria tiene una embajada en Belgrado. - Serbia tiene una embajada en Damasco. - Además, Siria es miembro del Movimiento de Países No Alineados y Serbia es un estado observador. - Serbia, como uno de los pocos estados europeos, es uno de los aliados cercanos del gobierno sirio. |
| Bandera de Eslovaquia           | 1 de enero de 1993                                             | - Ambos países establecieron relaciones diplomáticas el 1 de enero de 1993. - Siria está acreditada ante Eslovaquia desde su embajada en Viena y consulado honorario en Bratislava. - Eslovaquia tenía una embajada en Siria hasta 2012, cuando la trasladó a Beirut por razones de seguridad. - En 2015, fue definitivamente trasladada a Beirut. |
| Bandera de Eslovenia            | 25 de agosto de 1997                                           | - Ambos países establecieron relaciones diplomáticas el 25 de agosto de 1997. - Siria está acreditada ante Eslovenia desde su embajada en Viena. - En noviembre de 2021, durante una visita al pabellón sirio en la Expo 2020 en Dubái, la delegación ministerial de Eslovenia confirmó de manera no oficial su interés en restablecer relaciones con Siria. |
| Bandera de España               | 3 de abril de 1948                                             | Véase Relaciones España-Siria - Ambos países establecieron relaciones diplomáticas el 3 de abril de 1948. - Siria tiene una embajada en Madrid. - España tiene una embajada en Damasco. |
| Bandera de Suecia               | 24 de junio de 1947                                            | - Ambos países establecieron relaciones diplomáticas el 24 de junio de 1947 con la acreditación de Enviado Extraordinario y Ministro Plenipotenciario de Suecia ante Siria con residencia en El Cairo, Widar Bagge. - Suecia tiene una embajada en Damasco y consulado honorario en Alepo. - Siria está representada en Suecia a través de su embajada en Estocolmo, Suecia. |
| Bandera de Suiza                | 1945                                                           | - Siria tiene un consulado general en Ginebra. - Suiza cerró su embajada en Damasco en 2012 por razones de seguridad. - Suiza tiene una presencia humanitaria en Damasco desde 2017, a través de una oficina que coordina las actividades humanitarias suizas en Siria. Aunque la embajada en Damasco está cerrada, las relaciones diplomáticas entre Suiza y Siria no han sido interrumpidas. |
| Bandera de Ucrania              | 31 de marzo de 1992 Relaciones cortadas el 30 de junio de 2022 | Véase Relaciones Siria-Ucrania - Siria reconoció a Ucrania independiente el 28 de diciembre de 1991. - Hasta 2011, las relaciones fueron positivas y se orientaron principalmente a la cooperación científica-técnica, comercial y económica. - Tras 11 años de relaciones congeladas, Ucrania cortó las relaciones diplomáticas con Siria el 30 de junio de 2022, cuando Damasco reconoció las repúblicas populares de Donetsk y Lugansk. - Siria rompió formalmente sus lazos diplomáticos con Ucrania el 20 de julio de 2022, citando el principio de reciprocidad. - Ucrania abrió un consulado honorario en Damasco durante una visita del ministro de Asuntos Exteriores Andrii Sybiha a Siria el 30 de diciembre de 2024, señalando un calentamiento en las relaciones tras la caída del régimen de Assad. - El 2 de enero de 2025, el presidente ucranio Volodímir Zelenski anunció planes para restablecer relaciones diplomáticas con Siria. |
| Bandera del Reino Unido         | 21 de mayo de 1942                                             | - Ambos países establecieron relaciones diplomáticas el 21 de mayo de 1942 cuando el primer ministro británico presentó sus credenciales al presidente de Siria Taj al-Din al-Hasani. - En 2001, se desarrollaron relaciones positivas entre el primer ministro Tony Blair y el gobierno sirio, como parte de la Guerra contra el terrorismo. - Desde la guerra civil de 2011, las relaciones se han deteriorado, y el Reino Unido fue uno de los primeros países en reconocer a la oposición como el único representante legítimo del pueblo sirio. - La embajada en Londres fue cerrada en 2012. - La embajada británica en Damasco fue cerrada en 2012. |

## Membresía en organizaciones internacionales
Siria es miembro del Banco Árabe para el Desarrollo Económico en África, Fondo Árabe para el Desarrollo Económico y Social, Organización Árabe para el Desarrollo Industrial y Minero, Liga Árabe, Fondo Monetario Árabe, Parlamento Árabe, Unión de Radiodifusión de los Estados Árabes, ALBA (observador), Organización Consultiva Legal Asiático-Africana, Asamblea Parlamentaria Asiática, Asociación de Universidades Árabes, Buró Internacional de Exposiciones, Consejo de la Unidad Económica Árabe, Consejo de Cooperación Aduanera, Consejo Económico y Social, Comisión Económica y Social para Asia Occidental, Unión Europea de Radiodifusión (miembro asociado), FEAS, Organización de las Naciones Unidas para la Alimentación y la Agricultura, Grupo de los 24, Grupo de los 77, Organismo Internacional de Energía Atómica, Banco Internacional de Reconstrucción y Fomento, Centro Internacional de Arreglo de Diferencias Relativas a Inversiones, Organización de Aviación Civil Internacional, Confederación Internacional de Sindicatos Árabes, Cámara de Comercio Internacional, Asociación Internacional de Desarrollo, Banco Islámico de Desarrollo (suspendido en 2012), Fondo Internacional de Desarrollo Agrícola, Corporación Financiera Internacional, Organización Internacional del Trabajo, Fondo Monetario Internacional, Organización Marítima Internacional, Intelsat, Interpol, Comité Olímpico Internacional, Organización Internacional para Estandarización, IRENA (adherente), Alianza Solar Internacional, Unión Internacional de Telecomunicaciones, Agencia Multilateral de Garantía de Inversiones, Movimiento de Países No Alineados, Organización de Países Exportadores de Petróleo Árabes, Organización para la Cooperación Islámica, Organización para la Prohibición de las Armas Químicas (se unió en 2013, suspendida en 2021), OTIF, Asamblea Parlamentaria del Mediterráneo, ONU, Comisión de Derechos Humanos de las Naciones Unidas, Conferencia de las Naciones Unidas sobre Comercio y Desarrollo, UNESCO, Organización de las Naciones Unidas para el Desarrollo Industrial, Agencia de las Naciones Unidas para los Refugiados de Palestina en Oriente Próximo, Unión para el Mediterráneo (suspendida en 2011), Unión Postal Universal, Banco Mundial, Corte Mundial, Organización Mundial de Aduanas, Federación Mundial de Sindicatos, Organización Mundial de la Salud, Oficina Regional de la OMS para el Mediterráneo Oriental, Organización Mundial de la Propiedad Intelectual, Organización Meteorológica Mundial, Organización Mundial del Turismo e Federación Internacional de Sociedades de la Cruz Roja y de la Media Luna Roja.
El mandato de dos años de Siria como miembro no permanente del Consejo de Seguridad de las Naciones Unidas terminó en diciembre de 2003. Siria fue elegida para el ejecutivo de la Organización Mundial de la Salud en 2021.

### Liga Árabe
Siria fue suspendida temporalmente de la Liga Árabe desde el comienzo de la guerra civil siria. Seis de los estados árabes del Golfo Pérsico reconocieron a la Coalición Nacional Siria como el único representante legítimo de Siria el 12 de noviembre de 2012, pero Irak, Argelia y Líbano impidieron que la Liga Árabe siguiera el ejemplo. El 26 de marzo de 2013, en la cumbre de la Liga Árabe en Doha, la Liga reconoció a la Coalición Nacional para las Fuerzas Revolucionarias y de Oposición Sirias como los representantes legítimos del pueblo sirio. La Coalición Nacional recibió a partir de entonces el asiento de Damasco en la cumbre.
Este acto de reconocimiento fue opuesto por Argelia, Irak y Líbano. El 9 de marzo de 2014, el secretario general Nabil al-Arabi dijo que el asiento de Siria permanecería vacante hasta que la oposición complete la formación de sus instituciones. A finales de 2018, Egipto, Túnez y Marruecos comenzaron a cabildear para el regreso de Siria a la Liga.
En diciembre de 2018, después de que el presidente estadounidense Donald Trump anunciara la retirada parcial de las tropas estadounidenses de Siria, algunos países iniciaron la reapertura de sus relaciones diplomáticas con Siria. Las relaciones diplomáticas han regresado con Irak, Arabia Saudita (en 2023), Egipto (después del 3 de julio de 2013), Túnez, EAU (después de 2018), Jordania (después de 2021), Líbano (después de 2021), Argelia, Mauritania (después de 2018), Baréin (después de 2018), Kuwait (después de 2018), Libia, Omán, Comoras, Sudán (después de 2018), Yemen, Somalia y Palestina.
Tras la visita del presidente sudanés Omar al-Bashir, la Liga Árabe inició el proceso de readmisión de la República Árabe Siria en la organización, mientras que los Emiratos Árabes Unidos reabrieron su embajada en Siria el 27 de diciembre, y Baréin anunció sus intenciones de reabrir sus embajadas.
Después del devastador terremoto de Turquía y Siria de 2023, los saudíes, emiratíes, argelinos, iraquíes y jordanos contribuyeron significativamente al esfuerzo de socorro. Una semana antes, Al-Assad viajó a Omán en su primera visita extranjera desde el terremoto.
El 26 de febrero de 2023, el presidente Bashar al-Assad se reunió con presidentes de cuerpos legislativos iraquíes, jordanos, palestinos, libios, egipcios y emiratíes, así como representantes de Omán y Líbano en nombre de la Unión Interparlamentaria Árabe, para discutir una mayor cooperación entre los estados árabes y Siria.
A principios de abril de 2023, Arabia Saudita invitó al Assad de Siria a la cumbre de la Liga Árabe, terminando el aislamiento regional. El 13 de abril de 2023, el ministro de Asuntos Exteriores sirio Faisal Mekdad llegó a Yeda para reunirse con el ministro de Asuntos Exteriores saudí Faisal bin Farhan. Tras relaciones tensas durante la guerra civil siria, ambas naciones buscan ahora «una solución política a la crisis siria que preserve la unidad, seguridad y estabilidad de Siria», según el ministerio de asuntos exteriores saudí.
El 15 de abril de 2023, los ministros de asuntos exteriores del formato CCG+3 se reunieron en Yeda y discutieron el regreso de Siria a la organización regional y el llamado plan de paz árabe.
El 18 de abril de 2023, el ministro de Asuntos Exteriores saudí, príncipe Faisal bin Farhan, viajó a Damasco, se reunió con el presidente sirio Assad y discutió pasos adicionales. La cumbre estaba programada para el 19 de mayo de 2023.
El 7 de mayo de 2023, en la reunión del Consejo de la Liga Árabe en El Cairo compuesto por ministros de asuntos exteriores, se acordó restablecer la membresía de Siria en la Liga Árabe.
Anteriormente, Kuwait y Catar se habían opuesto a la presencia de al-Assad en la cumbre de la Liga Árabe. El esfuerzo de normalización regional había tomado por sorpresa a EE. UU. y sus aliados europeos, ya que se oponían a un «camino político liderado por árabes» para resolver la crisis. Según la declaración, a al-Assad se le permitiría asistir a la reunión el 19 de mayo de 2023, si «desea hacerlo». El nuevo proceso político en Siria fue descrito como la «Iniciativa Jordana».
Sin embargo, Siria permanece bajo sanciones internacionales después de que millones de sirios fueran desplazados o buscaran refugio en países árabes y europeos durante la guerra. Los cambios en las relaciones entre Siria y otros Estados árabes permitirían a muchos de ellos regresar a su patria, según los anuncios hechos anteriormente por funcionarios jordanos y saudíes.

## Disputas internacionales
- Alturas del Golán occidentales con Israel;
- disputa con el ribereño aguas arriba Turquía sobre los planes de desarrollo de agua turcos para los ríos Tigris y Éufrates
- separación del Estado de Hatay y subsiguiente incorporación al estado turco
- disputa con Turquía respecto a la ocupación turca del norte de Siria
- disputa con los Estados Unidos sobre la intervención liderada por Estados Unidos en la guerra civil siria y la ocupación del territorio sirio
- drogas ilícitas: un punto de tránsito para opiáceos y hachís destinados a mercados regionales y occidentales, así como captagón[482]